# Brian Herbert

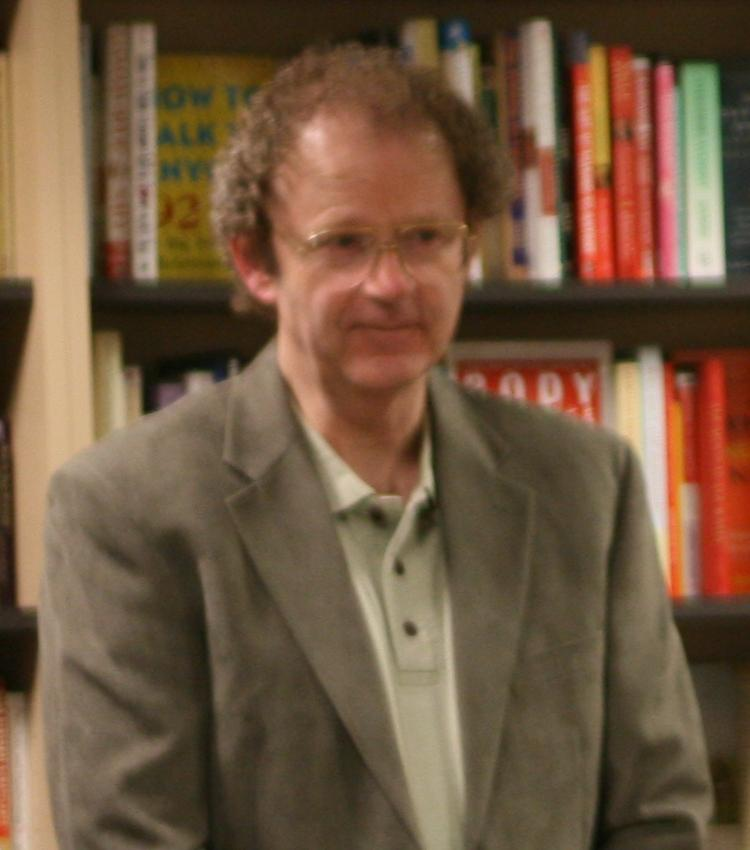
Brian Herbert (September 2008)

Brian Patrick Herbert (* 29. Juni 1947 in Seattle) ist ein amerikanischer Science-Fiction-Autor.

## Leben
Brian Herbert ist der Sohn des Science-Fiction-Autors Frank Herbert, der als Schöpfer des Dune-Universums bekannt wurde. Er ist seit 1967 mit seiner Ehefrau Jan verheiratet und hat drei Töchter, Julie, Kim und Margaux Beverly.
Sein Vater arbeitete 1986 am siebten und letzten Band seines Romanzyklus Dune, als er an Krebs verstarb. Aufzeichnungen zu diesem Roman und weitere Fragmente zum Dune-Universum haben als Vorlagen für eine Reihe von in der Vorgeschichte angesiedelten Romanen gedient, die Brian Herbert in Zusammenarbeit mit dem Science-Fiction-Autor Kevin J. Anderson geschrieben hat.

## Werke

### Im Dune-Universum

#### Die frühen Chroniken
(mit Kevin J. Anderson)
- Das Haus Atreides, 2001, ISBN 3-453-52159-5, Dune: House Atreides, 1999
- Das Haus Harkonnen, 2001, ISBN 3-453-52160-9, Dune: House Harkonnen, 2000
- Das Haus Corrino, 2002, ISBN 3-453-52161-7, Dune: House Corrino, 2001

#### Die Legenden
(mit Kevin J. Anderson)
- Butlers Djihad, 2003, ISBN 3-453-52358-X, Dune: The Butlerian Jihad, 2002
- Der Kreuzzug, 2004, ISBN 3-453-52434-9, Dune: The Machine Crusade, 2003
- Die Schlacht von Corrin, 2005, ISBN 3-453-52503-5, Dune: The Battle of Corrin, 2004

#### Dune Sequels
(gilt als Fortsetzung des 6-teiligen Dune-Zyklus seines Vaters. Träume vom Wüstenplaneten entstand nach Aufzeichnungen von Frank Herbert.)
- Die Jäger des Wüstenplaneten, 2007, ISBN 3-453-52289-3, Hunters of Dune, 2006 (mit Kevin J. Anderson)
- Die Erlöser des Wüstenplaneten, 2008, ISBN 3-453-52449-7, Sandworms of Dune, 2007 (mit Kevin J. Anderson)

#### Heroes of Dune
- Paul Atreides, 2010, ISBN 3-453-52332-6, Paul of Dune, 2008 (mit Kevin J. Anderson)
- Stürme des Wüstenplaneten, 2010, ISBN 3-453-52693-7, The Winds of Dune, 2009 (mit Kevin J. Anderson)
- Princess of Dune (eine deutsche Übersetzung liegt noch nicht vor), 2023 (mit Kevin J. Anderson)

#### Great Schools of Dune
- Der Thron des Wüstenplaneten, 2014, ISBN 3-453-52720-8, Sisterhood of Dune, 2012 (mit Kevin J. Anderson)
- Die Mentaten des Wüstenplaneten, 2016, ISBN 3-453-52719-4, Mentats of Dune, 2015 (mit Kevin J. Anderson)
- Die Navigatoren des Wüstenplaneten, 2017, ISBN 3-453-31859-5, Navigators of Dune, 2016 (mit Kevin J. Anderson)

#### Weitere Bücher
- The Notebooks of Frank Herbert’s Dune, 1988 (mit Frank Herbert und Raquel Jaramillo)
- Songs of Muad’dib, 1992 (mit Frank Herbert)
- Fremen Justice, 2001 (mit Kevin J. Anderson)
- Dreamer of Dune: The Biography of Frank Herbert, 2003
- Träume vom Wüstenplaneten, 2009, ISBN 3-453-52331-8, The Road to Dune, 2005 (mit Frank Herbert und Kevin J. Anderson)
- The Duke of Caladan, Tor, 2020 (mit Kevin J. Anderson)
  - Der Herzog von Caladan, Heyne, 2021, ISBN 978-3-453-32173-1.

### Timeweb-Chroniken
- Timeweb, 2006
- The Web and the Stars, 2007
- Webdancers, 2008

### Einzelromane
- Sidney’s Comet, 1983
- The Garbage Chronicles, 1985
- Mann zweier Welten, 1989, ISBN 3-453-03160-1, Man of Two Worlds, 1986 (mit Frank Herbert)
- Sudanna, Sudanna, 1986
- Prisoners of Arionn, 1987
- The Race for God, 1990
- Memorymakers, 1991 (mit Marie Landis)
- Blood on the Sun, 1996 (mit Marie Landis)
- The Forgotten Heroes: The Heroic Story of the United States Merchant Marine, 2004
- Hellhole, 2010 (mit Kevin J. Anderson)